# Sankt Lorenzen bei Knittelfeld
Sankt Lorenzen bei Knittelfeld è una località abitata di 803 abitanti del comune austriaco di Sankt Margarethen bei Knittelfeld, nel distretto di Murtal, in Stiria. Già comune autonomo, il 1º gennaio 2015 è stato aggregato a Sankt Margarethen bei Knittelfeld assieme all'altro comune soppresso di Rachau.

## Amministrazione

### Gemellaggi
- Grado[senza fonte]